# الما موروس
اِلما موروس-پوساداس (متولد ۱۴ ژانویه ۱۹۶۷، در مگدیوانگ، رومبلون) دوندهٔ پرش طول فیلیپینی است. او همچنین به عنوان «ملکهٔ پرش طول» فیلیپین و یک قهرمان هفت‌گانه شناخته می‌شود؛ عضو سابق تیم ملی دو و میدانی فیلیپین است و اکنون اسطورهٔ آن به‌شمار می‌رود که در پرش طول تخصص داشت. او در مسابقات هفت‌گانه، ۱۰۰ متر و ۴۰۰ متر با مانع، دوی سرعت ۱۰۰ متر، ۲۰۰ متر و ۴۰۰ متر در کنار «ملکهٔ سرعت» فیلیپین و همچنین اسطورهٔ همکارش، لیدیا د وگا به رقابت پرداخت.آلما یکی از مهم‌ترین ورزشکاران دو و میدانی است که توسط فیلیپین تحت برنامهٔ ملی ورزش رژیم مارکوس، گینتونگ آلی، ارائه شده که این کار در سال ۱۹۷۹ به راه افتاد، اما سرانجام در سال ۱۹۸۶ پس از برکناری فردیناند مارکوس منحل شد و در سال ۱۹۹۰، کمیسیون ورزش فیلیپین جایگزین آن گشت.

## سال‌های اولیه و تحصیلات
الما موروس در ۱۴ ژانویه ۱۹۶۷ در شهر مگدیوانگ، رومبلون در جزیرهٔ سیبویان متولد شد. مادرش یک ورزشکار سابق است که در جوانی در دوی سرعت ۴۰۰ متری به رقابت پرداخت. وی در کالج روزولت در ریزال تحت بورس تحصیلی که توسط ایزیدرو رودریگز، فرماندار آن زمان ریزال اعطا شد، شرکت کرد. بعداً در دانشگاه باگویو بورسیهٔ تحصیلی دریافت کرد و پس از مدت کوتاهی به دانشگاه خاور دور منتقل شد.

## پیشه
موروس از ۱۴ سالگی به صورت رقابتی در دو و میدانی شرکت کرد. در آن زمان، مقامات محلی که به دنبال ورزشکاران بالقوه برای نشست ورزشی انجمن دو و میدانی منطقه‌ای تاگالوگ جنوبی بودند و او را شناسایی کردند.
موروس در مجموع ۱۵ مدال طلا در بازی‌های آسیای جنوب شرقی به دست آورد؛ یک رکورد در مسابقات دو و میدانی که او به‌طور مشترک با جنیفر تین لی از میانمار دارند.
موروس هشت عنوان قهرمانی بازی‌های جنوب شرق آسیا را در پرش طول به دست آورد، اولین بار در سن ۱۶ سالگی در سال ۱۹۸۳. در یک مقطع، او همچنین در دوی سرعت ۱۰۰ و ۲۰۰ متر در بازی‌های آسیای جنوب شرقی ۱۹۹۵ برتری داشت.
او همچنین یکی از مسابقه‌دهندگان فیلیپین در مادهٔ پرش طول در بازی‌های المپیک در سال‌های ۱۹۸۴ و ۱۹۹۶ بود. او به عنوان نمایندهٔ کشورش در مسابقات جهانی دو و میدانی در چهار مورد شرکت کرد: در دوی ۴۰۰ متر با مانع در سال ۱۹۹۱، پرش طول در سال‌های ۱۹۹۳ و ۱۹۹۵ و ۱۰۰ متر در سال ۱۹۹۷. او همچنین پنج بار در مسابقات دو و میدانی داخل سالن جهان شرکت کرد و در سال‌های ۱۹۸۵، ۱۹۸۹، ۱۹۹۳، ۱۹۹۵ و ۱۹۹۷ در دوی سرعت و پرش طول مسابقه داد.
او دو بار در بازی‌های آسیایی مدال‌آور شد و مدال برنز پرش طول بازی‌های ۱۹۹۴ و همچنین مدال برنز ۴۰۰ متر با مانع در سال ۱۹۹۰ را گرفت.او در طول دوران حرفه‌ای خود در مسابقات دو و میدانی قهرمانی آسیا چهار مدال در پرش طول کسب کرد و در سال‌های ۱۹۸۳ و ۱۹۸۹ مدال‌های نقره و سپس در سال‌های ۱۹۹۳ و ۱۹۹۵ مدال برنز گرفت.
او دارای چندین رکورد فیلیپینی است: ۵۷٫۵۷ ثانیه برای ۴۰۰ متر با مانع، ۵۳۴۶ امتیاز برای هفت‌گانه (در بازی‌های آسیایی ۱۹۹۸)، ۳:۴۰٫۹ دقیقه برای دو ۴ در ۴۰۰ متر امدادی، ۲۵٫۰۵ ثانیه برای ۲۰۰ متر داخل سالن و ۶٫۱۱ متر برای پرش طول داخل سالن.
او دو بار برترین ورزشکار سال پی‌اس‌اِی انتخاب گشت و در سال‌های ۱۹۹۳ و ۱۹۹۵ برندهٔ این جایزه شد. او در دانشگاه خاور دور در مانیل تحصیل کرد. از زمان بازنشستگی او در سال ۲۰۰۱،موروس-پوساداس چندین بار در برنامهٔ تلویزیونی واقع‌نمای Survivor Philippines ظاهر شد. در سال ۲۰۱۱، الما در فیلم مستقل زندگی‌نامه‌ای و مستقل خود به کارگردانی پل سوریانو، تلما، ایفای نقش کرد که این فیلم، برندهٔ بهترین کارگردانی در سی‌امین جوایز لونا شد. زندگی الما و ترکیبی از بسیاری از ورزشکاران استانی و زندگی و مبارزات آنها توسط ماجا سالوادور به تصویر کشیده شد که برندهٔ بهترین بازیگر زن در سی‌امین دوره جوایز لونا شد. این فیلم در همین جوایز، برندهٔ بهترین فیلمنامه و بهترین فیلمبرداری شد.
در ۲۳ آوریل ۲۰۱۷، الما در مراسم افتتاحیهٔ بازی‌های ملی، اولین جایزهٔ یک عمر دستاورد پالارونگ پامبانسا را دریافت کرد. در سال ۲۰۱۶ گزارش شد که موروس در مدرسهٔ بین‌المللی برنت در بینان، لاگونا، دانشگاه خاور دور و دانشگاه خوزه ریزال کار می‌کرد، جایی که او به همراه همسرش به آموزش جوانان در ورزش می‌پردازند. در اوایل سال ۲۰۱۷، موروس به همراه بوکسور سابق اونیوک ولاسکو از سوی کمیسیون ورزش فیلیپین مأموریت یافتند تا به برنامهٔ مردمی این کشور کمک کنند.